# Dilkea exilis
Dilkea exilis är en passionsblomsväxtart som beskrevs av Feuillet. Dilkea exilis ingår i släktet Dilkea och familjen passionsblomsväxter. Inga underarter finns listade i Catalogue of Life.